# 박상규 (야구 선수)
박상규(朴相珪, 1989년 4월 2일 ~ )는 KBO 리그 전 한화 이글스의 외야수이다. 그의 동생은 현 한화 이글스의 투수인 박상원이다.
2008년 한화 이글스의 1차 지명을 받아 입단하였지만 1군에 오르지 못하고 상무에서 군 복무를 마쳤으며, 2013년 확대 엔트리 시행 후 1군에 처음 올라왔다. 2013년 9월 23일 대구 삼성전에서 데뷔 첫 안타와 타점을 동시에 올렸다.
친동생은 같은팀에서 뛰고있는 한화 이글스의 투수 박상원이다.

## 출신학교
- 대전신흥초등학교
- 충남중학교
- 대전고등학교